# سبع اگتای سفلی
سبع اگتای سفلی، روستایی از توابع بخش مرکزی شهرستان رامشیر در استان خوزستان ایران است.اولین رئیس شورای این روستا عباس قنواتی بوده است

## جمعیت
این روستا در دهستان عبدلیه شرقی قرار دارد و براساس سرشماری مرکز آمار ایران در سال ۱۳۸۵، جمعیت آن ۱۱۷ نفر (۲۵خانوار) بوده‌است.